# Noel Fielding

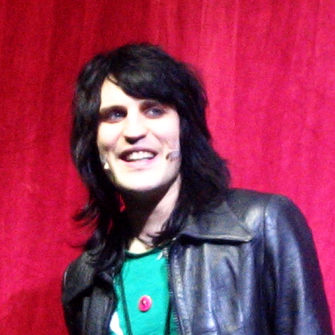
Noel Fielding, 2006

Noel Fielding (* 21. Mai 1973 in Westminster, London in England) ist ein englischer Comedian, Schauspieler und Künstler.

## The Mighty Boosh
Fielding gründete 1998 gemeinsam mit Julian Barratt die Comedy-Gruppe The Mighty Boosh. Mit ihren Rollen Vince Noir (Fielding) und Howard Moon (Barrat), die sie in mehreren Theaterstücken, Hörspielen und einer gleichnamigen Fernsehserie spielten, erlangten die beiden Komiker, Schauspieler und Autoren Bekanntheit und Kultstatus. Auch Fieldings Bruder Michael war als Darsteller der Figur Naboo Teil der Gruppe.

## Andere Medienauftritte
Abgesehen von der Fernsehserie The Mighty Boosh trat Noel Fielding in einigen anderen Channel-4-Comedy-Produktionen auf, wie zum Beispiel Nathan Barley, The IT Crowd, AD/BC: A Rock Opera und Garth Marenghi's Darkplace. 1998 trat er auch in der Sketch Show Unnatural Acts auf. Im Februar 2007 war Fielding Gast in der Sendung Never Mind the Buzzcocks. In der 21. Staffel vertrat er für drei Folgen Bill Bailey als Team-Kapitän. Von 2009 bis 2014 gehörte er als Nachfolger Baileys zur Stammbesetzung der Musikshow.
2011 produzierte er für den Sender E4 seine erste eigene Serie, die den Titel Noel Fielding's Luxury Comedy trägt. Fielding selbst sagte über die Show, dass sie „psychedelisch und schön“ werden, aber „Charme und Persönlichkeit“ haben soll. 2017 gewann er die vierte Staffel von Taskmaster und durfte deswegen im selben Jahr an der zweiteiligen Spezialausgabe Champion of the Champions teilnehmen. In den Musikvideos der Songs „Vlad the Impaler“ und „Re-Wired“ der britischen Indie-Band Kasabian spielt Fielding die Rolle des „Vlad“. Schon seit vielen Jahren verbindet ihn eine tiefe Freundschaft mit den Mitgliedern der Band.
2008 wurde Fielding als „Sexiest Man“ und „Best Dressed“ bei den NME Awards ausgezeichnet und war außerdem nominiert in der Kategorie „Hero Of The Year“ – eine Auszeichnung, die aber an Babyshambles-Frontman Pete Doherty ging. Das Männermagazin GQ nahm Fielding in die Liste der 50 bestangezogenen britischen Männer 2015 auf.

## Persönliches
Noel Fielding lebt in London. 2009 trennte er sich von seiner langjährigen Freundin Dee Plume, Sängerin der Electropunk-Band Robots In Disguise. Seit 2010 ist er mit der Radiomoderatorin Lliana Bird liiert, mit der er zwei Töchter hat (2018, 2020).

## Filmografie

### Schauspieler
- 1998: The Mighty Boosh (Bühnenshow)
- 1998: The Transponder
- 1998: Unnatural Acts
- 1999: Arctic Boosh Live
- 1999: Plunkett & Macleane – Gegen Tod und Teufel
- 2000: Autoboosh Live
- 2000: Sweet (Kurzfilm)
- 2002: Surrealissimo: The Trial of Salvador Dali
- 2003–2007: The Mighty Boosh (Fernsehserie)
- 2004: AD/BC: A Rock Opera
- 2004: Garth Marenghi’s Darkplace
- 2005: Nathan Barley
- 2006: The IT Crowd
- 2006: The Mighty Boosh Live
- 2009: The Mighty Boosh Live: Future Sailors Tour
- 2009: Bunny and the Bull
- 2010: How Not to Live Your Life
- 2011: Horrid Henry: The Movie
- 2011: Kate Bush: Deeper Understanding (Musikvideo)
- 2012: Noel Fielding’s Luxury Comedy
- 2014: Luxury Comedy 2
- 2014: Doll & Em
- 2015: Set the Thames on Fire
- 2015: Aaaaaaaah!
- 2015: Set the Thames on Fire
- 2018: The Festival
- 2024: Die frei erfundenen Abenteuer von Dick Turpin (Fernsehserie)

### Fernsehauftritte
- 1997: Gas
- 1999: Comedy Café (1 Episode)
- 2000: The Big Schmooze (1 Episode)
- 2002: Brain Candy
- 2003: Liquid News
- 2003: Melbourne International Comedy Festival Gala
- 2004: British Comedy Awards 2004
- 2005: 28 Acts in 28 Minutes
- 2005: Alan Partridge Presents: The Cream of British Comedy
- 2006: British Comedy Awards 2006
- 2006: Friday Night with Jonathan Ross (1 Episode)
- 2006: The Big Fat Quiz of the Year
- 2006: 1 Leicester Square
- 2006: Soccer AM
- 2006: The Culture Show
- 2006: The Secret Policeman’s Ball
- 2006: TRL
- 2007: Comic Relief’s The Big One
- 2007: Never Mind the Buzzcocks (3 Episoden)
- 2007: The Big Fat Quiz of the Year
- 2007: The Charlotte Church Show (1 Episode)
- 2008: Harry Hill’s TV Burp
- 2010: The Big Fat Quiz of the Year
- 2011: Let’s Dance for Comic Relief
- 2013: The Big Fat Quiz of the Year
- 2016: Trailer Park Boys – Europe
- 2017: The Great British Bake Off
- 2017: Taskmaster
- 2018: Disenchantment (2 Episoden, Stimme)

## Auszeichnungen
- 1998: Herald Angel Award winner
- 1998: Perrier Best Newcomer winner with Julian Barratt as the double act The Mighty Boosh
- 1999: Perrier nominee with Julian Barratt as Arctic Boosh
- 2000: Arctic Boosh won the Barry Award at the Melbourne International Comedy Festival
- 2001: The Boosh, first on London Live, then on Radio 4
- 2002: Solo Edinburgh show Voodoo Hedgehog nominated for a Perrier
- 2003: Time Out comedy award winner for outstanding achievement.
- 2007: The Mighty Boosh won Best TV Show at the Shockwaves NME Awards 2007.
- 2008: Best Dressed Shockwaves NME Awards 2008.
- 2008: Sexiest Man Shockwaves NME Awards 2008.
- 2008: Situation Comedy and Comedy Drama Royal Television Awards 2008.
- 2008: The Mighty Boosh won Best TV Show at the Shockwaves NME Awards 2008.